# Film albanesi proposti per l'Oscar al miglior film straniero
Nel corso degli anni, nessun film albanese è stato candidato al Premio Oscar nella categoria miglior film straniero.
La scelta del film da presentare per l'Oscar è effettuata da una commissione selezionata dal Ministero della Cultura dell'Albania.
Tre dei film albanesi selezionati finora sono stati diretti dal regista Bujar Alimani.
Nella tabella sono indicati: l'edizione del premio per il quale il film è stato proposto; il titolo italiano o internazionale, tra parentesi, quello originale se differente; il regista e l'esito della selezione.
| Anno | Film                                                                                      | Regia                       | Risultato     |
| ---- | ----------------------------------------------------------------------------------------- | --------------------------- | ------------- |
| 1997 | Kolonel Bunker                                                                            | Kujtim Çashku               | Non candidato |
| 2002 | Parrullat                                                                                 | Gjergj Xhuvani              | Non candidato |
| 2009 | Trishtimi i zonjës Shnajde                                                                | Eno Milkani e Piro Milkani  | Non candidato |
| 2010 | Gjallë!                                                                                   | Artan Minarolli             | Non candidato |
| 2011 | Lindje, Perëndim, Lindje                                                                  | Gjergj Xhuvani              | Non candidato |
| 2012 | Amnistia                                                                                  | Bujar Alimani               | Non candidato |
| 2013 | Pharmakon                                                                                 | Joni Shanaj                 | Non candidato |
| 2014 | Agon                                                                                      | Robert Budina               | Non candidato |
| 2016 | Bota Café (Bota)                                                                          | Iris Elezi, Thomas Logoreci | Non candidato |
| 2017 | Krom                                                                                      | Bujar Alimani               | Non candidato |
| 2018 | Dita zë fill                                                                              | Gentian Koçi                | Non candidato |
| 2020 | Delegacioni                                                                               | Bujar Alimani               | Non candidato |
| 2021 | Derë e hapur                                                                              | Florenc Papas               | Non candidato |
| 2022 | Dy Luanë drejt Venecias                                                                   | Jonid Jorgji                | Non candidato |
| 2023 | Una tazza di caffè e un paio di scarpe nuove (Një filxhan kafe dhe këpucë të reja veshur) | Gentian Koçi                | Non candidato |
| 2024 | Alexander                                                                                 | Ardit Sadiku                | Non candidato |

| Non candidato | Il film è stato proposto per la candidatura, ma non è stato selezionato dall'Academy of Motion Picture Arts and Sciences. |
| Short-list    | Il film è entrato nella "short-list" stilata a gennaio dei nove candidati per l'Oscar al miglior film straniero.          |
| Candidato     | Il film è entrato a far parte dei cinque candidati per l'Oscar al miglior film straniero.                                 |
| Vincitore     | Il film ha vinto l'Oscar al miglior film straniero.                                                                       |